# Фарсман IV
Фарсман (Фарасман) IV (*ფარსმან IV, д/н — 409) — цар Іберії у 406—409 роках.

## Життєпис
Походив з династії Хосровідів. Старший син Вазар-Бакура II, царя Іберії. Його матір'ю, за різними відомостями, була донька Тірдата, родича батька, або знатна іберійка. У 394 році, коли Вазар-Бакур II помер, Фарсман був досить малим, тому трон зайняв Тірдат. Виховувався еріставом з Самшвілду.
У 406 році після смерті царя Тірдата I Фаврсман стає новим володарем Кавказької Іберії. Продовжив політику попередника щодо здобуття повної незалежності від Сасанідської Персії. Невдовзі відмовився сплачувати останній данину. Цьому сприяла миролюбна політика шахіншаха Єздигерда I. Сприяв активній розбудові міст та зведенню храмів. Найвідомішим з них є церква в Болнісі.
Помер у 409 році. Йому спадкував брат Мітрідат IV.